# Signos (serie de televisión)
Signos es una miniserie argentina de 2015, coproducida por Pol-ka Producciones y Turner Broadcasting System. Fue protagonizada por Julio Chávez, Claudia Fontán y Alberto Ajaka. Coprotagonizada por Luciano Cáceres y Luis Luque. También, contó con las actuaciones especiales de los primeros actores Roberto Carnaghi y Leonor Manso. Se transmitió por Canal 13 y por la cadena TNT entre el 2 de septiembre y el 16 de diciembre de 2015. Los primeros dos episodios se emitieron los miércoles a las 23:00, los siguientes a las 22:30 y, a partir del décimo capítulo, a las 22:45.

## Sinopsis
San Rafael de los Penitentes es un pueblo tranquilo y pacífico. Sus habitantes, como cada año, festejan el 2 de junio el día de su santo patrono. Pero nada volverá a ser igual cuando esa calma se rompa en mil pedazos por una gran tragedia que sucederá.
Antonio (Julio Chávez), es el médico del pueblo, un hombre aparentemente normal y tranquilo que convive allí con su familia, pero guarda un oscuro secreto. Un secreto que lo llevará a cometer una locura impensada.
El día del festejo, Antonio asesinará a dos hermanos, y uno de ellos es el sacerdote. Esto dará pánico a los habitantes de Penitentes, quienes se preguntarán unos a otros quien podría ser el culpable de tal matanza así, pero ni se imaginarán quien fue realmente.
Nadie sabe tampoco el motivo de tal bestialidad. El motivo secreto que oculta el asesino es la culpa de cada uno de los habitantes. La culpa de no ayudar a un pequeño Antonio cuando lo necesitó, la culpa de callarse la boca durante 46 años de un crimen en el cual la madre del doctor fue la víctima. Es por esto que Antonio viene, y con una profunda sed de venganza contra todos esos que le hicieron mal a su progenitora cuando él era apenas un niño, pero Cruz no se vengará de cualquier manera. Él se vengará basándose en el trabajo favorito de su madre, la astrología.
Antonio irá matando a cada uno de los habitantes en orden cronológico de sus signos del zodíaco, y no parará hasta completar la rueda zodiacal. Desde Géminis hasta Tauro. Antonio no dará respiro hasta vengar a su difunta madre.
A su vez, serán su hermana y también policía María Laura (Claudia Fontán), y su ex-cuñado y también fiscal Pablo (Alberto Ajaka), quienes investigarán el caso y darán sus vidas por atrapar al culpable de estas horrendas masacres que ocurrirán mes a mes a manos del asesino más ingenioso e impensado de sus vidas.

## Elenco

### Protagonistas
- Julio Chávez como Antonio Cruz, médico del pueblo
- Claudia Fontán como María Laura Cruz, policía.
- Alberto Ajaka como Pablo Agüero, fiscal

### Actuaciones especiales
- Roberto Carnaghi como Manuel Abdala, comisario del pueblo
- Leonor Manso como Beatriz Félix, dueña de una panadería
- Luis Luque como Darío Castelani, amigo de la infancia de Antonio
- Luciano Cáceres como Ricardo Félix, hijo discapacitado de Beatriz

### Actores invitados
- Miriam Odorico como Cecilia Álvarez del Podre, dueña de una santería
- Héctor Bidonde como Oscar Siri, exjuez
- Cristina Alberó como María Del Carmen Viñuales, exreina de la belleza
- Adriana Aizemberg como Nélida Arroyo, astróloga
- Pilar Gamboa como Florencia Barón, periodista
- Roxana Berco como Mónica Cruz, esposa de Antonio
- Tomás Wicz como Martin Agüero, hijo mayor de María Laura y Pablo.
- Guadalupe Manent como Sofía Agüero, hija menor de María Laura y Pablo.
- María Merlino como Silvina Pestalosi, empleada doméstica
- Noemí Frenkel como Graciela Fuentes, dueña del Hotel Fuentes
- Javier Niklison como Julio Fuentes, dueño del Hotel Fuentes
- Luz Palazón como María José, cuidadora de Oscar
- Marcelo D'Andrea como Ernesto De Luca, político
- Pablo Razuk como Gutiérrez, policía.
- Marcos Montes como Carpaneto, policía.
- Francisco Suárez como Parisi, policía.
- Carlos Rivkin como Ruben Caceres, exmédico.
- Andrea Strenitz como Alicia Graciani, ex-asistente médica de Rubén.
- Débora Zanolli como Sandra, secretaria de Antonio en el hospital.
- Agustina Rudi como Paula, vecina.
- Francisco Donovan como Fabián De Luca, hijo de Ernesto.
- Germán Kraus como Osvaldo Cima, legislador de Buenos Aires y padrastro de Antonio
- Manuel Vicente como Villanova, vecino
- Federico Salles como Padre Juan, sacerdote
- Silvina Bosco como Norma Piccoli, fiscal
- Pedro Kochdilian como Braulio, sepulturero.
- Marcelo Abbate como Botto, cocinero.
- Marcelo Subiotto como Guillermo, ayudante de Florencia en la editorial.

### Participaciones
- Hector Calori como Martínez, abogado de Antonio
- María Fernanda Callejón como Angélica Díaz, mujer que ayuda a Antonio a escapar de prisión
- Alexia Moyano como Isabel Castro, mamá de Antonio
- Pablo Seijo como Leopoldo Cruz, papá de Antonio y Laura
- Georgina Rey como mamá de María Laura y esposa de Leopoldo.
- Guillermo Berthold como Ramiro Gómez, exprofesor de educación física que fue acusado por Isabel de haber abusado a Antonio.
- Teo Santa Cruz como Padre Canteras, sacerdote.
- Carlos Pugliese como Rafaél Canteras, director del colegio.
- Gustavo Jalife como Juan Pérez,alfombrero.
- Luis Herrero como Hugo Pérez, alfombrero.
- David Di Nápoli como Roberto Duarte, dueño de una pescadería.
- Malena Sánchez como vecina.
- Naiara Awada como Manuela Barón, hermana de Florencia.
- Patricio Aramburu como Morel, policía de Tapalquera.
- William Prociuk como Aragón, policía de Tapalquera.
- Mariana Richaudeau como secretaria de Osvaldo Cima.
- Alberto Suarez como Manuel Salgado, fiscal de Buenos Aires.

## Premios y nominaciones
| Premio                    | Ceremonia              | Categoría                                | Nominados                          | Resultado |
| ------------------------- | ---------------------- | ---------------------------------------- | ---------------------------------- | --------- |
| Premios Tato 2015 (CAPIT) | 2 de diciembre de 2015 | Mejor ficción unitario                   | Signos                             | Nominado  |
| Premios Tato 2015 (CAPIT) | 2 de diciembre de 2015 | Mejor actriz protagónica                 | Claudia Fontán                     | Nominado  |
| Premios Tato 2015 (CAPIT) | 2 de diciembre de 2015 | Mejor actor protagónico                  | Julio Chávez                       | Nominado  |
| Premios Tato 2015 (CAPIT) | 2 de diciembre de 2015 | Mejor actor de reparto                   | Roberto Carnaghi                   | Nominado  |
| Premios Tato 2015 (CAPIT) | 2 de diciembre de 2015 | Mejor actor de reparto                   | Alberto Ajaka                      | Nominado  |
| Premios Tato 2015 (CAPIT) | 2 de diciembre de 2015 | Mejor dirección en ficción               | Daniel Barone                      | Nominado  |
| Premios Tato 2015 (CAPIT) | 2 de diciembre de 2015 | Mejor guion en ficción                   | Carolina Aguirre Leandro Calderone | Nominados |
| Premios Tato 2015 (CAPIT) | 2 de diciembre de 2015 | Mejor arte en ficción                    | Mariela Pita                       | Nominado  |
| Premios Tato 2015 (CAPIT) | 2 de diciembre de 2015 | Mejor edición en ficción                 | Alejandro Alem                     | Nominado  |
| Premios Tato 2015 (CAPIT) | 2 de diciembre de 2015 | Mejor dirección de fotografía en ficción | Guillermo Zappino                  | Nominado  |

## Audiencia y recepción
Signos se emitió al término de Las mil y una noches, y promedió 17.2 puntos de rating para Kantar Ibope, convirtiéndose el tercer programa más visto del día (para PASCAL Sifema, logró 11.8 y fue séptimo). Con respecto a las críticas periodísticas, el unitario recibió diferentes puntos de vista. 
Marcelo Stiletano, de La Nación, encontró similitudes con series norteamericanas como Breaking Bad y Dexter y afirmó que "cuando la trama de Signos enfrenta su natural pertenencia al mundo Pol-ka con un estilo visual propio de otro universo quedan en evidencia todas las tensiones. De un lado, el envase. Del otro, el contenido. Tal vez por eso el personaje de Claudia Fontán (brillante actriz) aparece en la trama como una policía de gran perspicacia que, sin embargo, se muestra totalmente incapaz de resolver desde el vamos un dilema presentado de la manera más elemental: que el asesino y ella viven bajo el mismo techo".
Por otro lado, Clarín expresó que "además del elenco que lo respalda, detrás de cámaras están la guionista de Guapas, Carolina Aguirre, y Leandro Calderone en guion, y Daniel Barone en dirección. Con una estética deudora de Breaking Bad, True Detective y Fargo (tres clásicos del género, ya), la tira promete un clima denso y opresivo".
Signos promedió 11.1 puntos en sus 16 emisiones, y se ubicó, por lo general, entre los siete u ocho programas más vistos del día. 

## Episodios
El unitario contó con 16 capítulos, en los que el protagonista mataba a uno o más integrantes del pueblo, de acuerdo con su signo del zodíaco. Salió originalmente al aire el 2 de septiembre a las 23, por El Trece en Argentina, y al día siguiente lo hizo por TNT, a las 22, para toda Latinoamérica. También está disponible en la plataforma TNT GO en "catch up". La filmación fue en diferentes locaciones del área metropolitana de Buenos Aires y en la Ciudad Autónoma de Buenos Aires. 

"No es un asesino como cualquier otro, es un médico cuyas muertes no serán al azar. Los signos del zodíaco tendrán un rol protagónico, y es lo que lo hace tan entretenido. Voy a matar a  gente de distintos signos, a dos geminianos, pero antes de hacerlo, voy a explicarles por qué. Voy a decirles lo que no aprendieron y las influencias que tuvieron en la historia de mi madre"
Julio Chávez, para la Revista La Nación

Signos compitió con Historia de un clan, que se emitió por Telefe, durante once capítulos. Ambos unitarios, al día siguiente de su salida original al aire, fueron emitidos en TNT, a las 22 y 23 horas, respectivamente. Los dos primeros episodios se emitieron a las 23:00, horario que pasó a las 22:30 a partir del tercer capítulo y a las 22:45, a partir del décimo.